# ريك بيرسون
ريك بيرسون (بالإنجليزية: Rick Pearson)‏ هو لاعب غولف أمريكي، ولد في 19 ديسمبر 1958 في ماريانا في الولايات المتحدة.

## وصلات خارجية
- ريك بيرسون على موقع رابطة لاعبي الغولف المحترفين (الإنجليزية)